# Triaenops persicus
Triaenops persicus är en fladdermusart som beskrevs av George Edward Dobson 1871. Triaenops persicus ingår i släktet Triaenops och familjen rundbladnäsor. IUCN kategoriserar arten globalt som livskraftig. Inga underarter finns listade i Catalogue of Life. Wilson & Reeder (2005) skiljer mellan tre underarter.
Denna fladdermus förekommer med flera från varandra skilda populationer i östra Afrika, på Arabiska halvön och i sydvästra Asien. Habitatet utgörs av skogar eller av trädansamlingar i savanner i låglandet. Arten vilar ofta på mindre träd eller buskar. Dessutom används grottor, gruvor eller tunnlar som sovplats. Individerna börjar jakten tidig på kvällen.
Liksom andra arter av samma släkte har de övre hudflikarna på näsan (bladet) formen av en treudd. De nedre delarna liknar en hästsko med några extra veck. Hudflikarna används för ekolokaliseringen men den fullständiga funktionen är inte helt utrett. Med en absolut kroppslängd (med svans) av cirka 140 mm är arten betydlig större än Triaenops furculus. Denna fladdermus har gulbrun päls på ovansidan och på undersidan samt på kinderna förekommer ljusare till gul päls.
Djuret har cirka 50 mm långa underarmar, en vingspann av cirka 350 mm och en genomsnittlig vikt av 12 g.
Vid viloplatsen bildas stora kolonier som består av flera mindre grupper. Individerna håller lite avstånd från varandra när de sover.